# Super Science Stories
Super Science Stories era un pulp magazine di fantascienza statunitense, pubblicato da Popular Publications  tra il 1939 e il 1943 e poi di nuovo dal 1949 al 1951.
Popular la lanciò sotto la sigla editoriale "Fictioneers" che usava per le riviste che pagavano gli scrittori meno di un centesimo a parola.
Frederik Pohl fu assunto alla fine del 1939, a 19 anni, per curare non solo Super Science Stories ma anche la pubblicazione gemella Astonishing Stories, pure di fantascienza. 
Pohl lasciò a metà del 1941 e Alden H. Norton divenne il nuovo curatore editoriale, pochi mesi dopo Norton riassunse Pohl come assistente.
Popular diede a Pohl un budget molto basso, quindi la maggior parte dei manoscritti presentati a Super Science Stories era già stata respinta dalle riviste che pagavano di più.
Questo rese difficile acquisire buona narrativa, ma Pohl fu in grado di comprare storie per i primi numeri dai Futurians, un gruppo di giovani appassionati di fantascienza e aspiranti scrittori.
Super Science Stories inizialmente fu un successo, ed entro un anno Popular aumentò leggermente il budget di Pohl, permettendogli di pagare bonus occasionali. 
Pohl scrisse egli stesso molte storie, per riempire la rivista e aumentare il suo stipendio. Riuscì ad ottenere racconti di scrittori che in seguito divennero molto noti, come ad esempio Isaac Asimov e Robert Heinlein.
Dopo l'arruolamento di Pohl nell'esercito, nei primi mesi del 1943, la carenza di carta dovuta alla guerra portarono Popular a cessare la pubblicazione di Super Science Stories; l'ultimo numero della prima serie è datato maggio dello stesso anno. 
Nel 1949 il titolo fu ripreso con Ejler Jakobsson come redattore; questa versione, che comprendeva molte storie ristampate, è durata quasi tre anni, con l'ultimo numero datato agosto 1951.
Una ristampa canadese della prima serie comprendeva testi sia da Super Science Stories sia da Astonishing Stories, era insolita in quanto stampava anche qualche storia originale e non solo ristampe.
Ci furono anche ristampe canadesi e britanniche della seconda incarnazione del periodico.
La rivista non è stata mai considerata come uno dei titoli più importanti del genere, ma ha ricevuto elogi da qualificati critici e storici della fantascienza.
Lo storico della fantascienza Raymond Thompson la descrive come "una delle riviste più interessanti apparse nel corso degli anni quaranta", nonostante la qualità variabile delle storie.
Secondo i critici Brian Stableford e Peter Nicholls la rivista "ha avuto per la storia della sf un rilievo maggiore di quanto suggerirebbe la qualità delle sue storie, era un importante campo di allenamento".